# Archiwum Państwowe w Szczecinie
Das Archiwum Państwowe w Szczecinie (AP) (deutsch Staatsarchiv Stettin) ist ein Staatsarchiv in Szczecin (Stettin) in der Woiwodschaft Westpommern in Polen. Es steht in der Nachfolge des im Jahre 1901 gegründeten preußischen Staatsarchivs Stettin.

## Leitung
- 1945–1950: Bolesław Tuhan-Taurogiński
- 1950–1951: Tadeusz Kupczyński
- 1951–1955: Irena Okóń
- 1955–1969: Henryk Lesiński
- 1969–1975: Lucyna Turek-Kwiatkowska
- 1975–2007: Kazimierz Kozłowski
- 2007–2017: Jan Macholak
- seit 2017: Krzysztof Kowalczyk